# Один проти іншого, практично друзі
«Один проти іншого, практично друзі» — італійська кінокомедія 1980 року, знята режисером Бруно Корбуччі, з Ренато Поццетто і Томасом Міліаном у головних ролях.

## Сюжет
Франко Коломбо отримує у спадок від дядька, який раптово помер, м'ясну компанію. Ось тільки підприємство це перебуває на межі банкрутства, і щоб врятувати його потрібне термінове державне замовлення. Цим замовленням Франко готовий забезпечити адвокат, який вів справи покійного: потрібно дати хабар чиновнику в міністерстві торгівлі. Коломбо вишкрібає всю готівку, сідає в літак і вирушає в Рим.
В аеропорту розсіяний провінціал плутає таксі і сідає в машину до Моннецца, який щойно звільнився з в'язниці. Після того, як товариський «таксист», який взяв на себе обов'язки гіда для провінціала, перезнайомив Франка з усіма своїми родичами і друзями, гроші у валізці таємничим чином перетворилися на туалетний папір. Однак Моннецца запевняє свого нового приятеля, що він тут абсолютно ні до чого. І на підтвердження своєї невинності готовий допомогти знайти зниклі гроші.

## У ролях
- Томас Міліан: Квінто Чечоні, відомий як Моннецца
- Ренато Поццетто: Франко Коломбо
- Анна Марія Ріццолі: Сільвана Чечоні
- Бомболо: великий бос
- Андреа Аурелі: Джачінто
- Ріккардо Біллі: дід Доменіко
- Катеріна Боратто: місіс Коломбо
- Анна Кардіні: повія
- Серджо Ді Пінто: Панкотто
- Лео Гаверо: Вентімілья
- Еліза Майнарді: пані Тебе
- Альфредо Ріццо: адвокат Рандольфі
- Тоні Скарф: Чарлі Бронсон
- Алессандра Кардіні: Інес Стефануччі
- Іоланда Анджелуччі: Лена
- Валеріо Ісідорі: Дінго
- Сальваторе Баккаро: клієнт провидця
- Енніо Антонеллі: Цицерхія
- Міммо Полі: Б'яккаро
- Франческо Аннібаллі: сестра Джіджі
- Васко Сантоні: Гнаппетта
- Маріо Донатоне: головний спеціаліст
- П'єро Вівальді: секретар міністерства

## Знімальна група
- Режисер: Бруно Корбуччі
- Сценарій: Бруно Корбуччі, Маріо Амендола
- Продюсер: Акілле Манцотті
- Оператор: Джованні Чіарло
- Монтаж: Даніеле Алабізо
- Музика: Гвідо Де Анджеліс, Мауріціо Де Анджеліс
- Художник: Джантіто Бурк'єлларо
- Костюми: Сільвіо Лауренці, Алессандра Кардіні